# Hypothyris anastasia
Pour les articles homonymes, voir Anastasia.
Espèce
Hypothyris anastasia est un insecte lépidoptère  de la famille des Nymphalidae, de la sous-famille des Danainae et du genre Hypothyris.

## Dénomination
Hypothyris anastasia a été décrit par Henry Walter Bates en 1862.

### Sous-espèces
- Hypothyris anastasia anastasia; présent au Brésil
- Hypothyris anastasia acreana d'Almeida, 1958; présent au Brésil
- Hypothyris anastasia arpi (d'Almeida, 1958); présent au Brésil
- Hypothyris anastasia bicolora (Haensch, 1903); présent en Équateur et  au Pérou
- Hypothyris anastasia castanea (Butler, 1877); présent au Brésil
- Hypothyris anastasia anastasina (Staudinger, 1885); présent au Pérou
- Hypothyris anastasia honesta (Weymer, 1883); présent en Colombie et en Équateur
- Hypothyris anastasia niphas d'Almeida, 1945; présent au Brésil
- Hypothyris anastasia porsenna (Srnka, 1885); présent au Pérou
- Hypothyris anastasia ssp; présent au Pérou
- Hypothyris anastasia ssp; présent au Pérou[1].

## Description
Hypothyris anastasia est un papillon à corps fin, d'une envergure d'environ 66 mm, aux ailes à apex arrondi et aux ailes antérieures à bord interne concave. Les ailes antérieures sont orange taché de marron à apex marron orné d'une ligne submarginale de taches jaune formant une bande dentelée.  Les ailes postérieures sont orange avec une très grande plage marron couvrant depuis le bord interne les 3/4 de l'aile.
Le revers est semblable.

## Écologie et distribution
Hypothyris anastasia est présent en Colombie et en Équateur et  au Pérou.

### Protection
Pas de statut de protection particulier.